# أريكود (مدينة هندية)
أريكود هي مدينة تقع على ضفاف نهر تشاليار في أريكود جراما بانشايات في منطقة مالابورام، الهند. وكانت جزءًا من منطقة مالابار في الهند البريطانية.
تبلغ مساحة أريكود 7.25 ميلًا مربعًا، وهي واحدة من المناطق المثقفة وشديدة المعرفة بالقراءة والكتابة في ولاية كيرلا. تقع في الجزء الشمالي من منطقة مالابورام، وتحيط بها التلال والتلال المغطاة بالمسطحات الخضراء. تضم منطقة أريكود بانشايات أورانجاتيري وكيزوبارامبا وكافانور وأريكود.
تبعد 17 كم عن مدينة مانجيري, و27 كم عن مالابورام و 35 كم عن مدينة كاليكوت.

## روابط خارجية
- الموقع الرسمي